# Lijst van reptielen in Sao Tomé en Principe

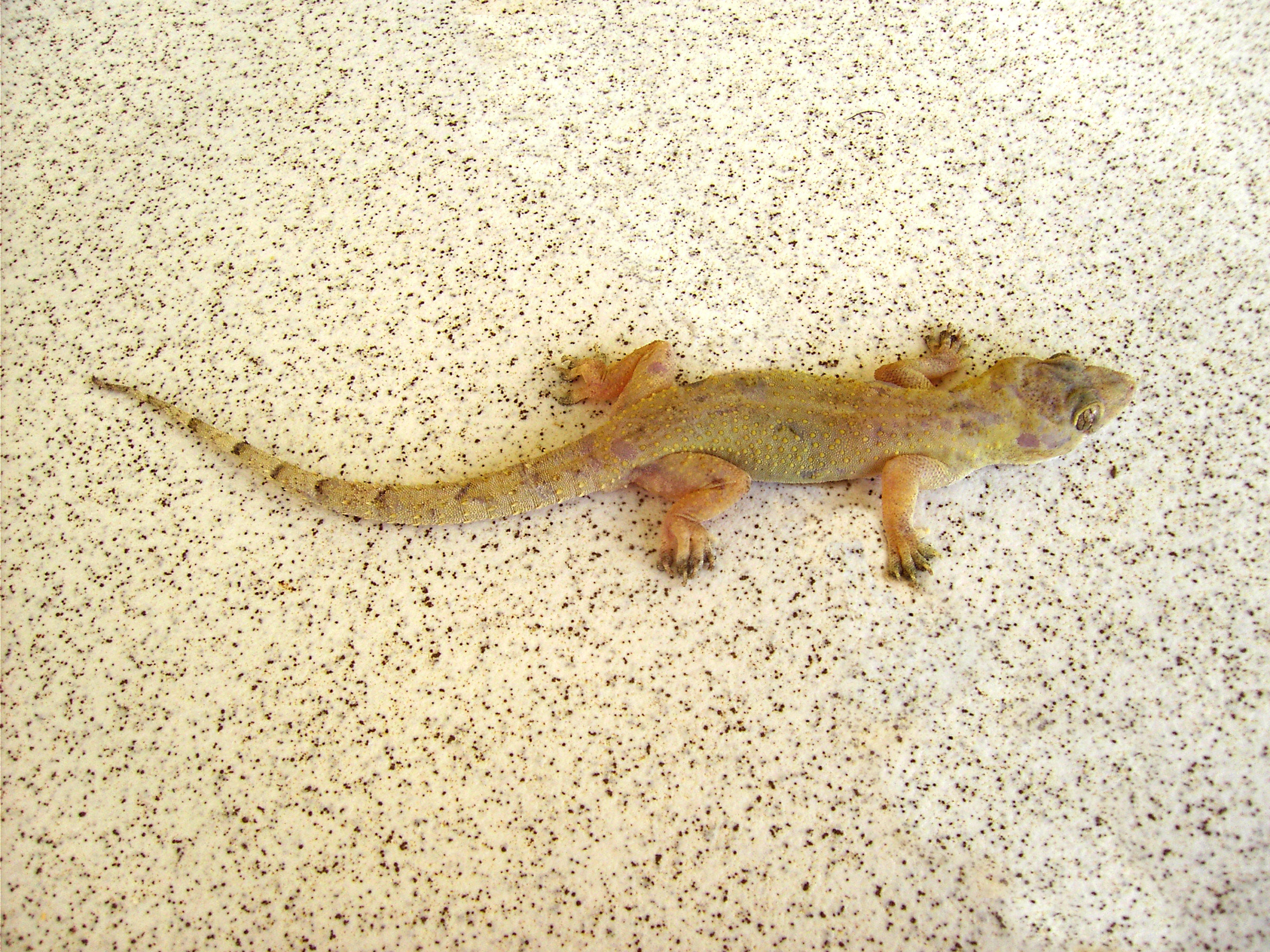
Afrikaanse huisgekko

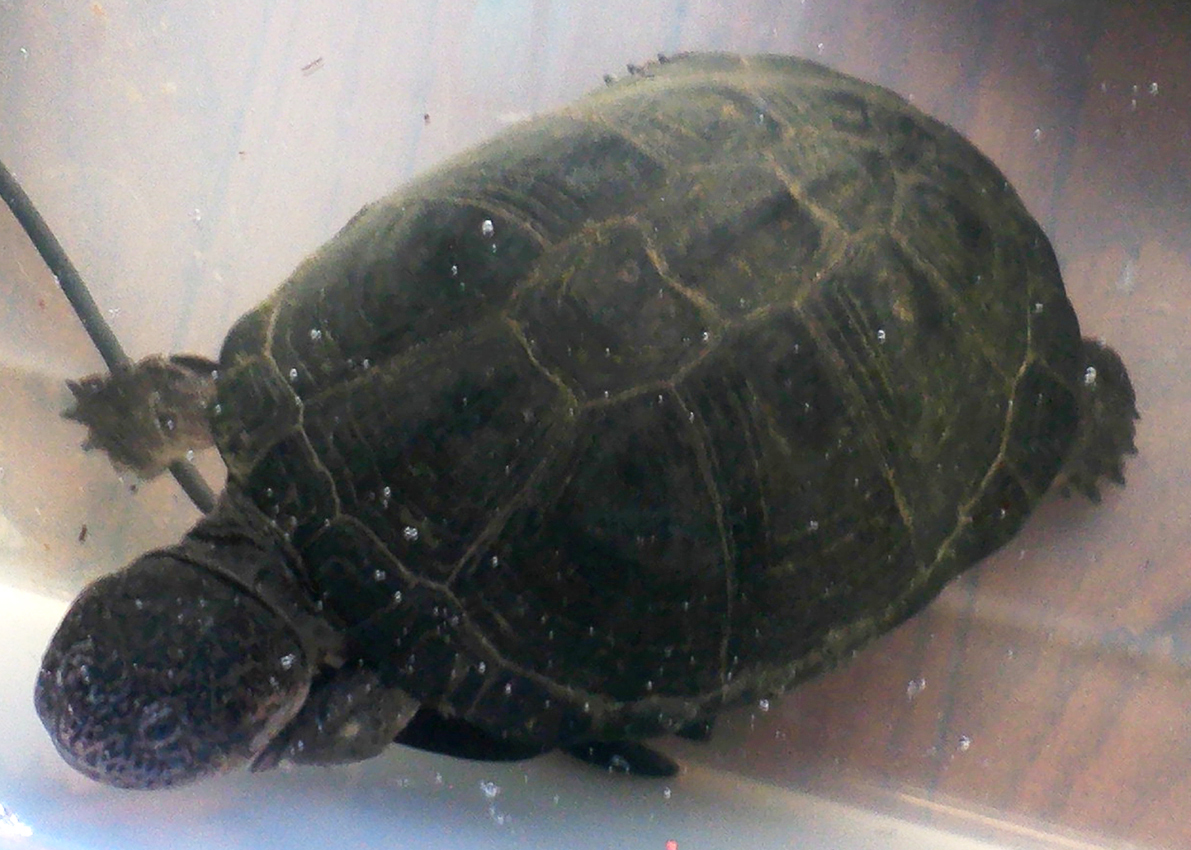
Pelusios castaneus

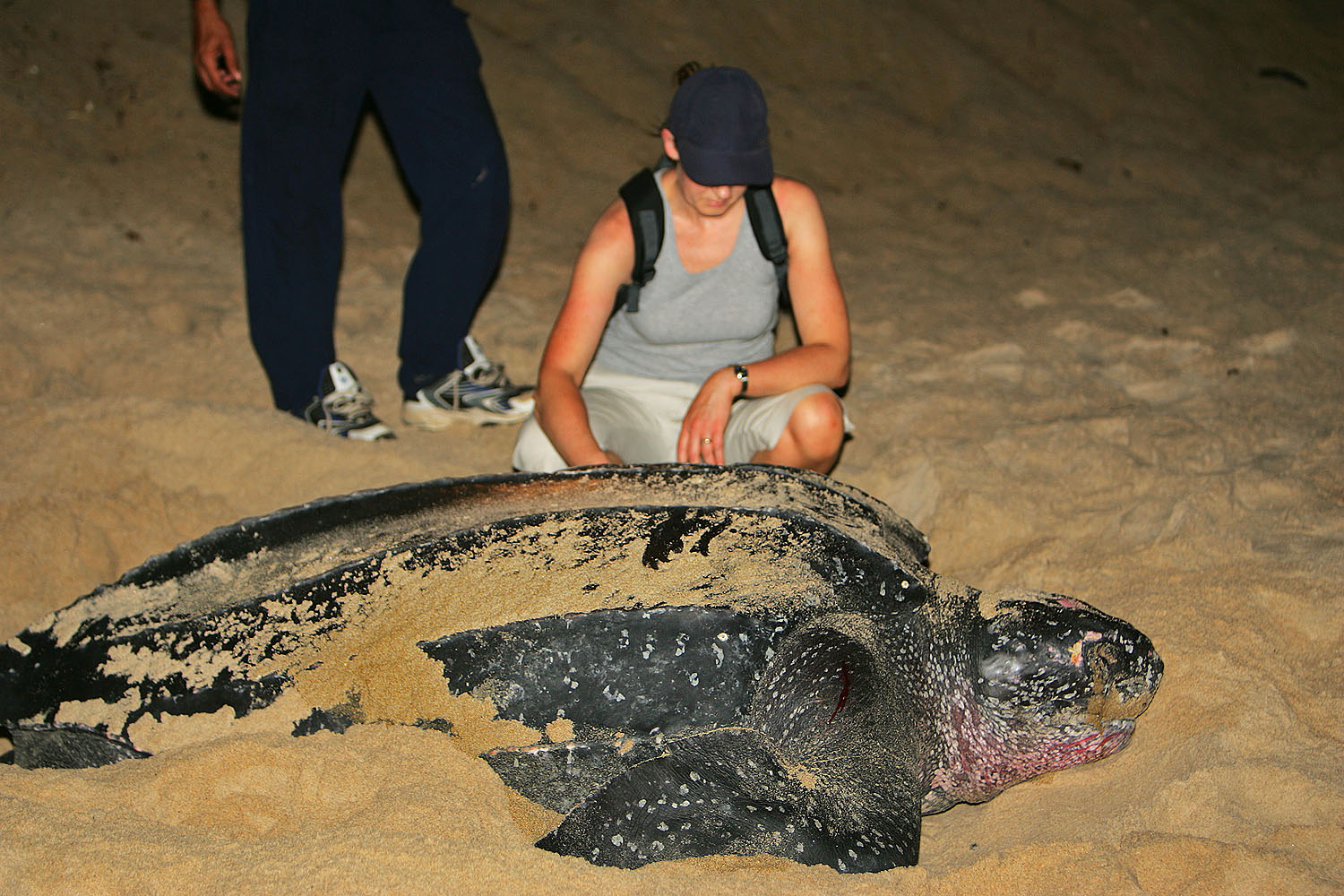
Lederschildpad

Dit is een lijst van reptielen die voorkomen in Sao Tomé en Principe.
Op Sao Tomé en Principe komen zo'n 21 soorten reptielen voor, 9 soorten zijn endemisch en 1 soort is endemisch op de eilanden in de Golf van Guinee, maar niet in het land Sao Tomé en Principe, aangezien de soort ook voorkomt op het Equatoriaal-Guineese eiland Annobón. De vier soorten zeeschildpadden zijn de soorten waarvan bekend is dat ze op de stranden van Sao Tomé en Principe hun eieren leggen.

## Ordeschubreptielen(Squamata)
Familie gekko's (Gekkonidae)
- Hemidactylus greeffi (endemisch op Sao Tomé)[2][3]
- Hemidactylus longicephalus (voorkomend op zowel Sao Tomé als Principe)
- Hemidactylus principensis (endemisch op Principe)[3]
- Afrikaanse huisgekko, Hemidactylus mabouia (voorkomend op zowel Sao Tomé als Principe)
- Lygodactylus thomensis (endemisch op de eilanden in de Golf van Guinee, voorkomend op zowel Sao Tomé als Principe)

Familie skinken (Scincidae)
- Feylinia polylepis (endemisch op Principe)[2][4]
- Leptosiaphos africana (endemisch in Sao Tomé en Principe, voorkomend op zowel Sao Tomé als Principe)
- Mabuya blanlingii (voorkomend op zowel Sao Tomé als Principe)
- Mabuya maculilabris (voorkomend op zowel Sao Tomé als Principe)[2]

Familie toornslangachtigen (Colubridae)
- Boaedon lineatus bedriage (endemisch in Sao Tomé en Principe, voorkomend op zowel Sao Tomé als Principe)
- Hapsidophrys principis (endemisch op Principe)[5]
- Hapsidophrys smaragdina (voorkomend op Sao Tomé)[6]
- Philothamnus thomensis (endemisch op Sao Tomé)[2]

Familie koraalslangachtigen (Elapidae)
- Naja peroescobari (endemisch op Sao Tomé)

Familie wormslangen (Typhlopidae)
- Rhinotyphlops feae (endemisch in Sao Tomé en Principe, voorkomend op zowel Sao Tomé als Principe)[2]
- Rhinotyphlops newtoni (endemisch in Sao Tomé en Principe, voorkomend op zowel Sao Tomé als Principe)[2]
- Typhlops elegans (endemisch op Principe)[2]

## Ordeschildpadden(Testudines)
Familie scheenplaatschildpadden (Pelomedusidae)
- Bruine klapborstschildpad, Pelusios castaneus (voorkomend op Sao Tomé)

Familie zeeschildpadden (Cheloniidae)
- Soepschildpad, Chelonia mydas (broedend op zowel Sao Tomé als Principe)
- Karetschildpad, Eretmochelys imbricata (broedend op zowel Sao Tomé als Principe)
- Warana, Lepidochelys olivacea (broedend op Sao Tomé)

Familie lederschildpadden (Dermochelyidae)
- Lederschildpad, Dermochelys coriacea (broedend op zowel Sao Tomé als Principe)